# USS Collier
USS Collier – amerykański parowiec tylnokołowy. Zbudowany w Cincinnati w 1864 jako „Allen Collier” i zakupiony przez United States Navy 7 grudnia tego roku. Okręt wszedł do służby jako USS „Allen Collier” 18 marca 1865 i przemianowany na USS „Collier” wkrótce potem. Zapisy Marynarki czasem podają go nadal pod poprzednią nazwą, często też pod taką której nigdy nie nosił („A. Collier”).
Okręt patrolował rzekę Missisipi do końca wojny secesyjnej. Został wycofany ze służby 29 lipca 1865 i sprzedany do cywilnej służby tego samego roku.